# Fredegario

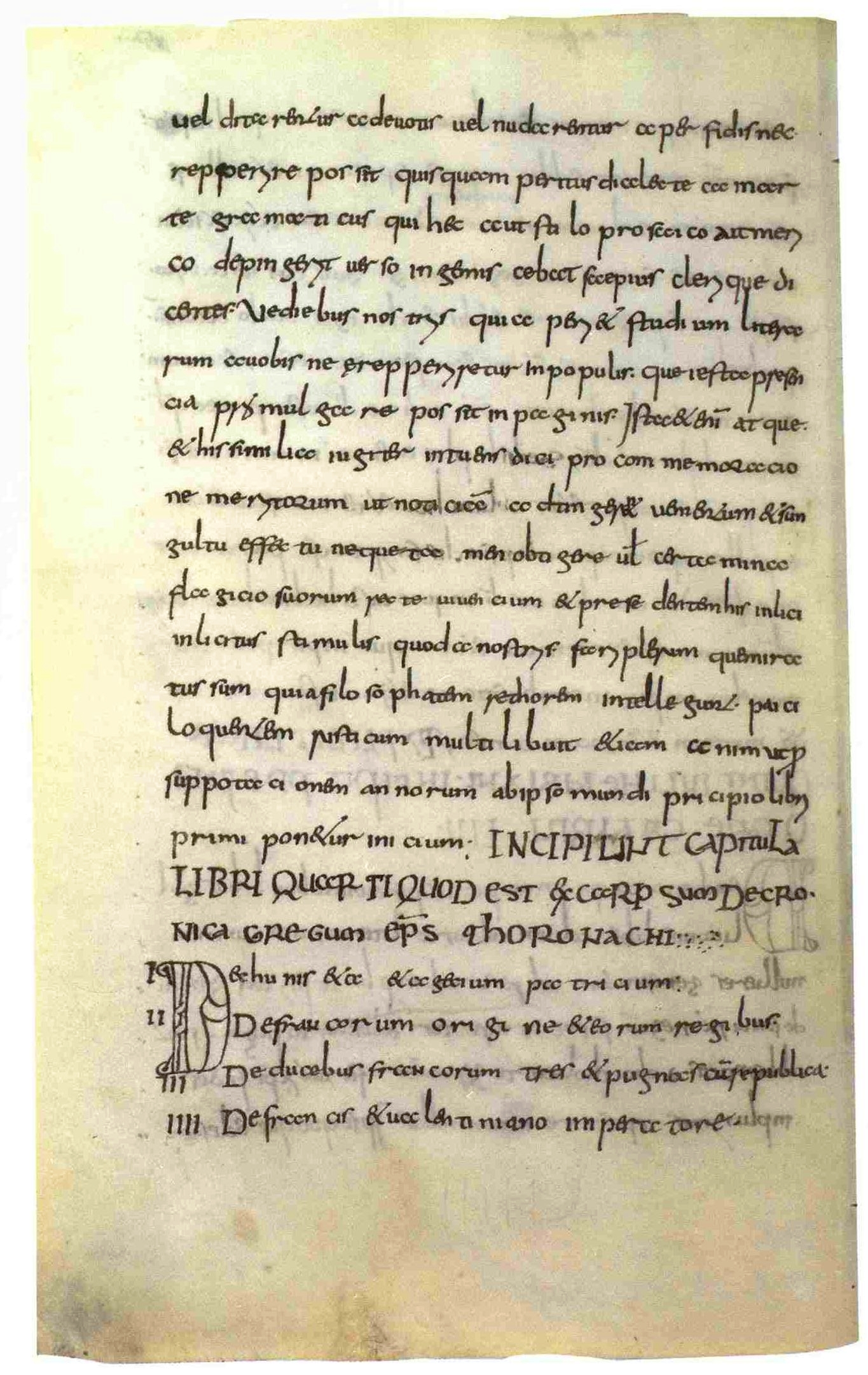
Crónica de Fredegario.

Fredegario fue un importante cronista franco muerto en el año 660.

## Biografía
La Crónica de Fredegario, compuesta de cinco libros y redactada probablemente entre 658 y 660 en Austrasia, es fundamental para el conocimiento de los reinos francos por su relación de sucesos entre los años 561 y 641.
Aunque el relato se centra sobre todo en la historia de los reinos merovingios, también abarca a los ostrogodos, lombardos, visigodos y el Imperio bizantino.